# Градизький район
Градизький райо́н — колишній район Кременчуцької округи, Харківської і Полтавської областей.

## Історія
Утворений 7 березня 1923 року з центром у Градизьку в складі Кременчуцької округи з частин Градизької і Мозоліївської волостей.
Після ліквідації округ 15 вересня 1930 року райони передані в пряме підпорядкування УСРР.
Станом на 1 січня 1931 територія району, розподілена між 31 сільською радою, становила 1 469 км², в районі проживало 98 687 сільських мешканців.
27 лютого 1932 увійшов до складу новоутвореної Харківської області.
25 червня 1935 Котлівську і Москаленківська сільради перейшли до складу Іркліївського району Київської області.
22 вересня 1937 перейшов до складу новоутвореної Полтавської області.
За даними на 1 жовтня 1938 кількість сільських рад скоротилась до 29.
На 1 січня 1941 кількість сільських рад знову становила 31.
Розформований 30 грудня 1962 року, територія перейшла до Глобинського району, крім Недогарківської сільради, яка перейшла до Кременчуцького району.